# شكوفه كاواني
شكوفه كاواني (ب الفارسية: شکوفه کاوانی، ولدت في طهران عام 1970) وهي رسامة إيرانية معاصرة، مترجمة وفنانة وتعيش حاليا بمدينة سيدنى. وهي معروفة بالمقام الأول كمترجمة ورسامة تشكيلية للمجتمع الإيرانى ما بعد الإسلامي.

## الخلفية
شكوفه ولدت عام 1970 بطهران، إيران. تلقت تعليمها في البداية بالمراحل الابتدائية والثانوية بمدرسة سعادي، ثم مدرسة جون دارك العليا. ثم إلتحقت بجامعة بندر-عباس الطبية لتنال درجة البكالريوس بمجال التمريض وذلك قبل أن تهاجر إلى أستراليا كممرضة محترفة.

## الحياة والعمل
بعمر التاسعة عشر، بدأت الرسم كرد فعل منها على الأحداث المحيطة بها. كان عمرها تسع سنوات عندما قامت الثورة الإسلامية بإيران عام 1979. الحرب الإيرانية-العراقية والتي استمرت لثمانى سنوات كان لها تأثير كبير عليها. فبينما كان في إيران تمارس الرسم، لكنها لم تعرض أعمالها في إيران.
في عام 1994، حصلت على أول شهادة لها للغة الأنجليزية من مركز جامعة كامبريدج بطهران. قررت دمج هذه المعرفة الجديدة باللغة الإنجليزية مع معرفتها العميقة ب الأدب الفارسي. ترجمت رواية «الدراويش الدوارون» (ب الفارسية: مولانا وچرخ درویشان) للكاتب إيرا (شمس) فريدلاندر، وهو الكتاب الأكثر مبيعا والذي تم نشره عام 2004 من قبل دار النشر زارياب. الكتاب يدور حول الدراويش الدوارون والحفلات التي تشملهم. قصة مولانا جلال الدين-بلخي والمعروف باسم الرومي في العالم الغربي هي غير واضحة خلال السرد. الكتاب به صور رائعة بالأبيض والأسود عن حفلات الاستماع الصوفية، حفلات الدراويش التي تفتح نافذة جديدة لعالم الدراويش الغامض والسري. أغلب الصور الموجودة بالكتاب مأخوذة بواسطة للكاتب إيرا (شمس) فريدلاندر، والبقية بواسطة نزيه أوزال. الإتجاه الجديد نحو تاريخ طائفة الدارويش والموسيقى الخاصة بهم في المائة عام الأخيرة جعلت من الكتاب عمل مميز وفريد.
في عام 1997، هاجرت شكوفه إلى سيدنى، أستراليا وبدأت العمل والدراسة من جديد لدرجة البكالريوس في التمريض من جامعة تشارلز ستارت.
طوال هذه الفترة، استمرت بالرسم وفي عام 2003 نظمت أول معرض فردي تحت عنوان (الفن الإيراني للرسم على الجدران)، بتشجيع من الكاتبة الإيرانية المشهورة شهرنوش بارسيبور. حاز المعرض على اهتمام وانتباه وسائل الإعلام الأسترالية. عقب احتجاجات كرونولا الحادثة عام 2005، ساهمت مع المجموعة الفنية TAH)، الفن من أجل الإنسانية)، كما شاركت مع اثنى عشر معرضا فنيا تم تنظيمهم بمختلف أنحاء أستراليا وذلك لرفع مستوى التوعية ضد العنصرية.
تم التبرع ببعض من عائدات العمل للمنظمة الأفغانية الخيرية وعد محبوبة، لدعم الأرامل والأيتام الأفغان. هذه الجهود الإنسانية أكسبتها ترشيحات لجائزة المواطنة الأسترالية لهذا العام للأعوام 2005,2007 و 2008، بالإضافة إلى الميدالية الشرفية الأسترالية في العام 2005و2007 بواسطة جريدة دايلى تلغراف (أستراليا).
تم جدولة ترجمتها لمقال، كلب والشتاء طويل، من كتاب للكاتبة الإيرانية شهرنوش بارسيبور (ب الفارسية: شهرنوش پارسی پور)، لتكون ضمن قائمة أعمال مؤتمر المرأة والاكتئاب في عام 2007 ، المقام بسيدنى، أستراليا، وفي عام 2008 تم اختيار رسمتها، كلب والشتاء طويل، كغلاف للمؤتمر الدولي للصحة الذهنية للمرأة والمقام ب مدينة ملبورن، أستراليا. النسخة الإنجليزية من كتاب كلب والشتاء طويل تم نشرها عام 2011 بواسطة شركة النشر نور ب الولايات المتحدة الأمريكية، كما أن المؤلفة السيدة شهرنوش بارسيبور أهدت الكتاب إلي شكوفه كاواني.
إنها تستكمل عرض أعمالها الفنية بانتظام، اثنتين من لوحاتها برزوا ضمن المجموعة المختارة النهائية الرسمية لمعرض لحظات فيلمي المفضل، و مهرجان سيدنى للفيلم عام 2006 كما ظهرت مقالتها بأول ندوة دولية عن السينما الإيرانية. كما تم اختيار رسمتين من أعمالها لمائة عام من السجن، وهو معرض خاص تم تنظيمه بالولايات المتحدة الأمريكية لدعم المسجونين السياسيين في إيران.
في العام 2006، تم اختيارها لتقدم جائز الأمير كلاوس إلي الدكتور ميشيل ميل في بابوا غينيا الجديدة-جامعة جوروكا إلي جانب السفير الهولندي نيك فا تسوتفا. كما أنها حضرت الحفل الرئيسي لجائزة الأمير كلاوس وقابلت العائلة الملكية الهولندية وأيضا الفائزين بالجائزة. كما أنها شاركت في مشروع الأيام الخيالية كاي نيلسن السادس، وهو مشروع تم تنظيمه من جانب www.wooloo.org لمهرجان برلين في العام 2008. وحينها لعبت دور ملكة إنجلترا اليزابيث الأولى بمشاركة سبعة أخرين من أشهر الشخصيات في تاريخ السينما.
تم اختيار أعمالها كاختيار رسمي في معرض خاص أقيم باليوم الأسترالي وذلك بمعرض لوحات (عند نقطة التلاشي) بمدينة سيدني. في 2009 ترجمتها لعمل أنيتا هايس «من أنا؟ مذكرات تالنس» تم نشرها في طهران بواسطة دار النشر لؤلؤة النشر (ب الفارسية: انتشارات مروارید). وقد لاقت ردود افعال إيجابية في الصحافة من قبل شهرنوش بارسيبور (ب الفارسية: شهرنوش پارسی پور)، أسد الله أمراي (ب الفارسية: اسدالله امرایی) والهه دهنوي (ب الفارسية: الهه دهنوی) كما أشاد بها العامة أيضا.
في العام 2010، أصبحت أول أسترالية من أصول إيرانية تتسلم جائزة إيدنا ربان بمجال الفن، حيث يتم منح هذه الجائزة من قبل اتحاد ضغط النساء المنتخب التابع لولاية نيو ساوث ويلز للنساء اللاتي أبرزن ريادتهن في عدد من المجالات في الحياة.
هي الآن تعيش في مدينة سيدني، تعمل كممرضة كما أنها أتمت الدراسات عليا في مجال «الاستشارات الوراثية» من جامعة تشارلز ستارت، ترسم وتنوي أن تشارك في معارض أكثر وتعمل علي ترجمة كتاب أخر، ثلاثة من لوحاتها ظهرت في معرض فلورنس بينالي بإيطاليا.
ملخص قصتها وقصة جيلها وأهمية الحركة النسائية في إيران لتحقيق الديمقراطية، ظهر في الصفحة السادسة لكتاب «كتاب العام 2011-2012» والذي يروي أكثر من سبعة ملايين نسخة والعدد في تزايد، والذي تم نشره من قبل شبكة خدمة البث الخاص، أستراليا.
كما تم ترشيحها ل جائزة العام الأسترالية في العام 2013، حيث انها المرة الرابعة التي يتم فيها ترشيحها لهذه الجائزة رفيعة المستوي، وذلك نتيجة لإنجازاتها وإسهاماتها للمجتمع الأسترالي منذ أن هاجرت من إيران عام 1997.
في 07/07/2015 تزوجت من علي تجواي، وهو الابن الوحيد لأبوين إيرانيين بارزين، فأبوه هو صانع الأفلام الإيراني المشهور ناصر تجواي، وأمه الكاتبة المشهورة والمرحب بها دوليا شهرنوش بارسيبور.

## الفهرس
فريدلاندر، إيرا (شمس)، «الدراويش الدوارون»: هي حساب تابع للطريقة الصوفية والمعروفة باسم المولوية ومؤسسها، الشاعر والمتصوف جلال الدين الرومي (ب الفارسية: مولانا وچرخ درویشان)، شكوفه كاواني (مترجم)، دار النشر زارياب (ب الفارسية: انتشارات زریاب)، طهران،ISBN 964-7097-27-1 
هايس، أنيتا 2009، «من أنا؟ مذكرات تالنس» (ب الفارسية: من کیستم؟)، شكوفه كاواني (مترجم)، دار النشر لؤلؤة النشر (ب الفارسية: انتشارات مروارید)، طهران، ISBN 978-964-191-006-0